# Dżany Beg
Dżany Beg lub Dżanibeg (zm. 1357) – jedenasty chan Złotej Ordy w latach 1342–1357.

## Życiorys
Był synem Ozbega. Do władzy doszedł po zamordowaniu swojego brata Tyny Bega. Za jego panowania udało się zdobyć Tebriz (1356). W latach 1343 i 1345 podejmował wyprawy przeciwko genueńskiej kolonii na Krymie – Kaffie. Pod koniec jego panowania doszło do zamętu w Złotej Ordzie. Wpływowy Togłu-bej zdołał namówić syna Dżany Bega – Berdi Bega do zabicia ojca.